# Camponotus ethicus
Camponotus ethicus är en myrart som beskrevs av Auguste-Henri Forel 1897. Camponotus ethicus ingår i släktet hästmyror, och familjen myror. Inga underarter finns listade.

## Bildgalleri

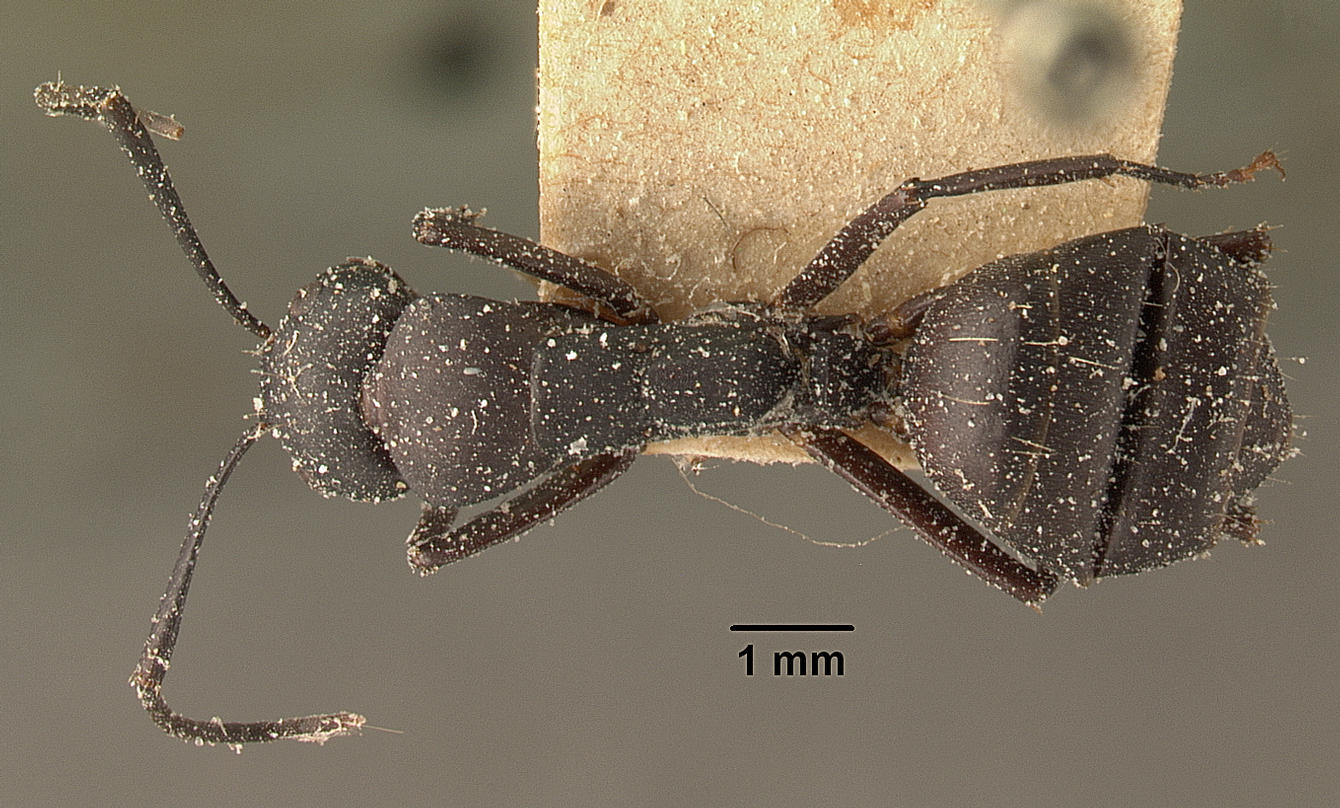
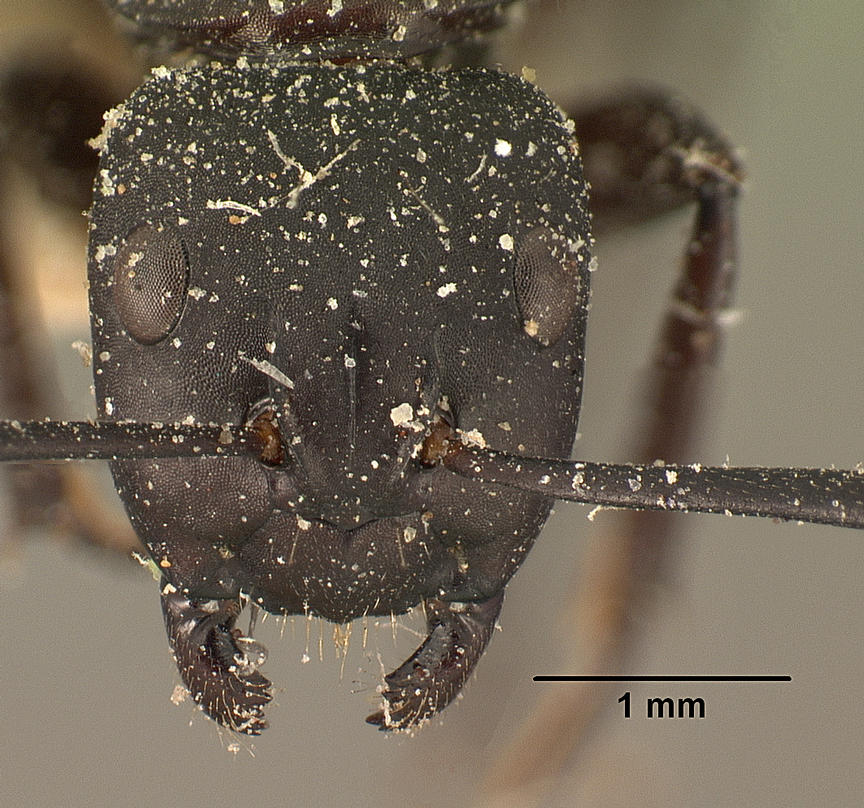
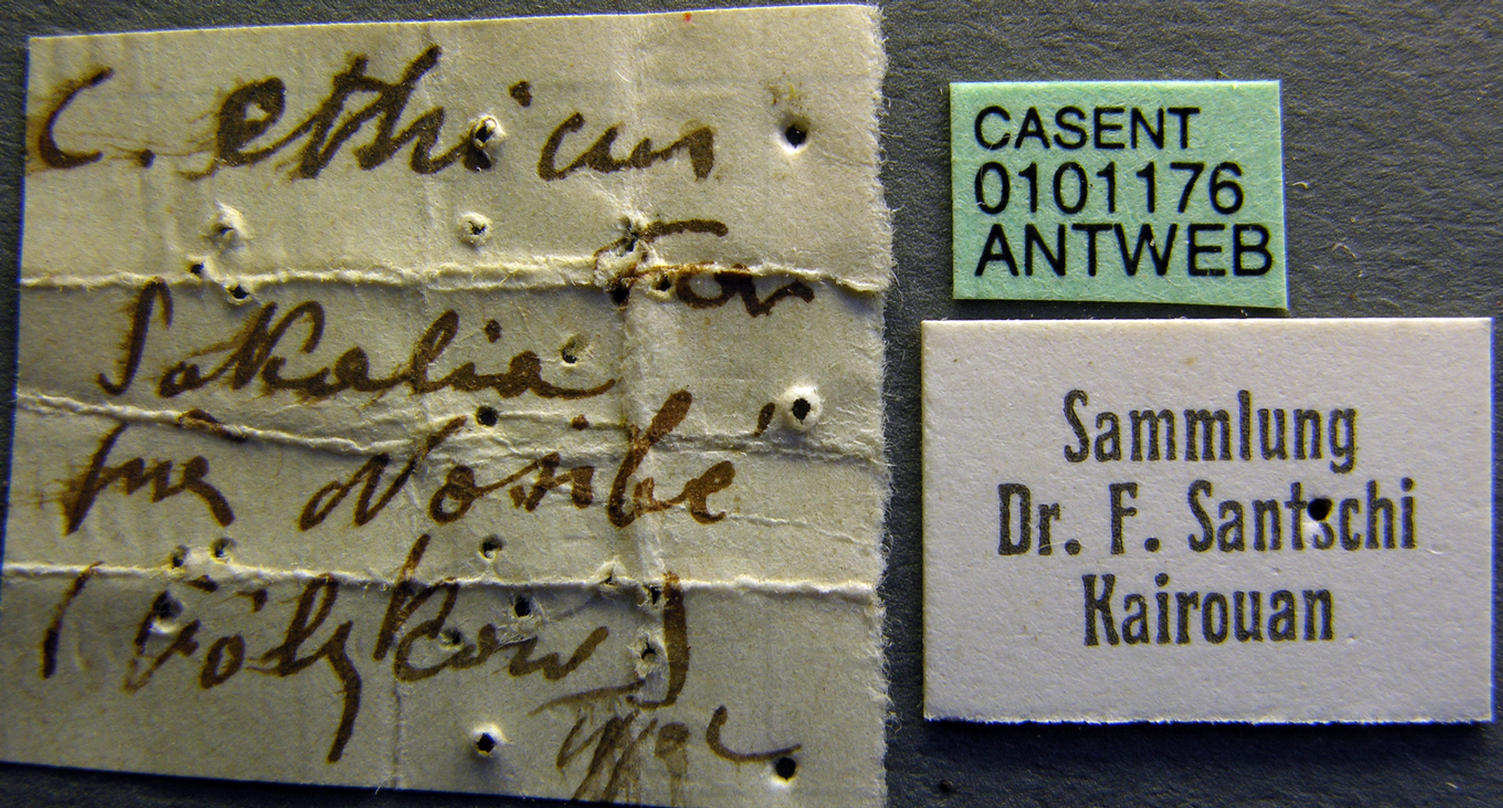
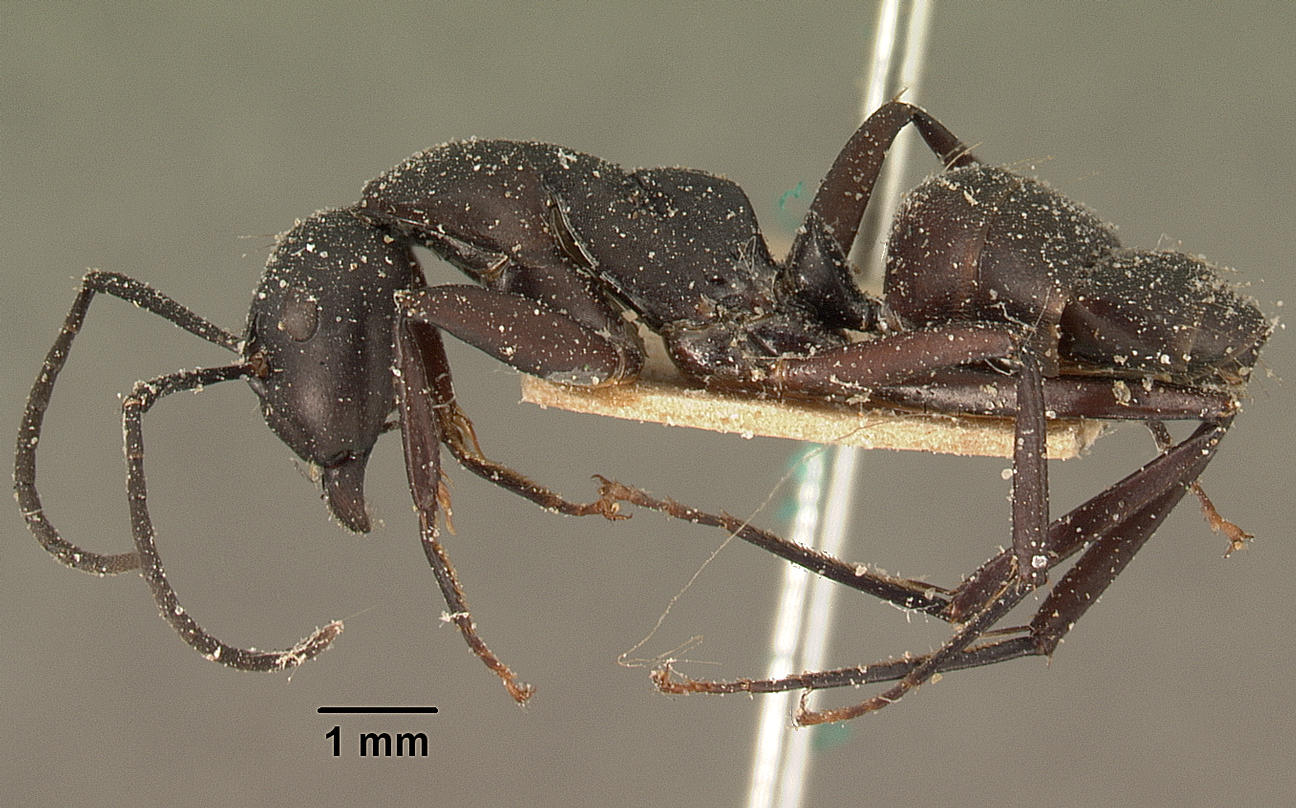
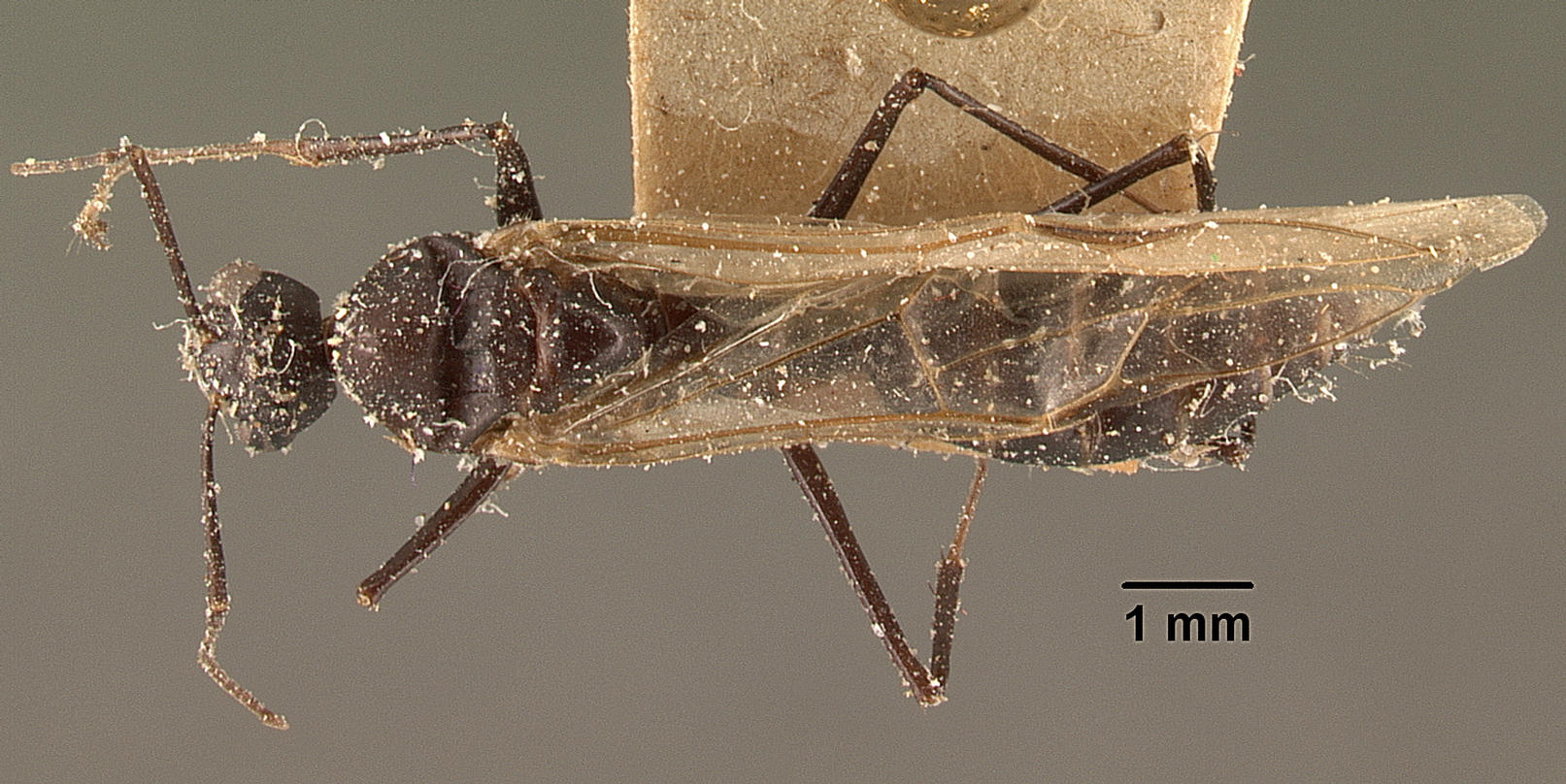
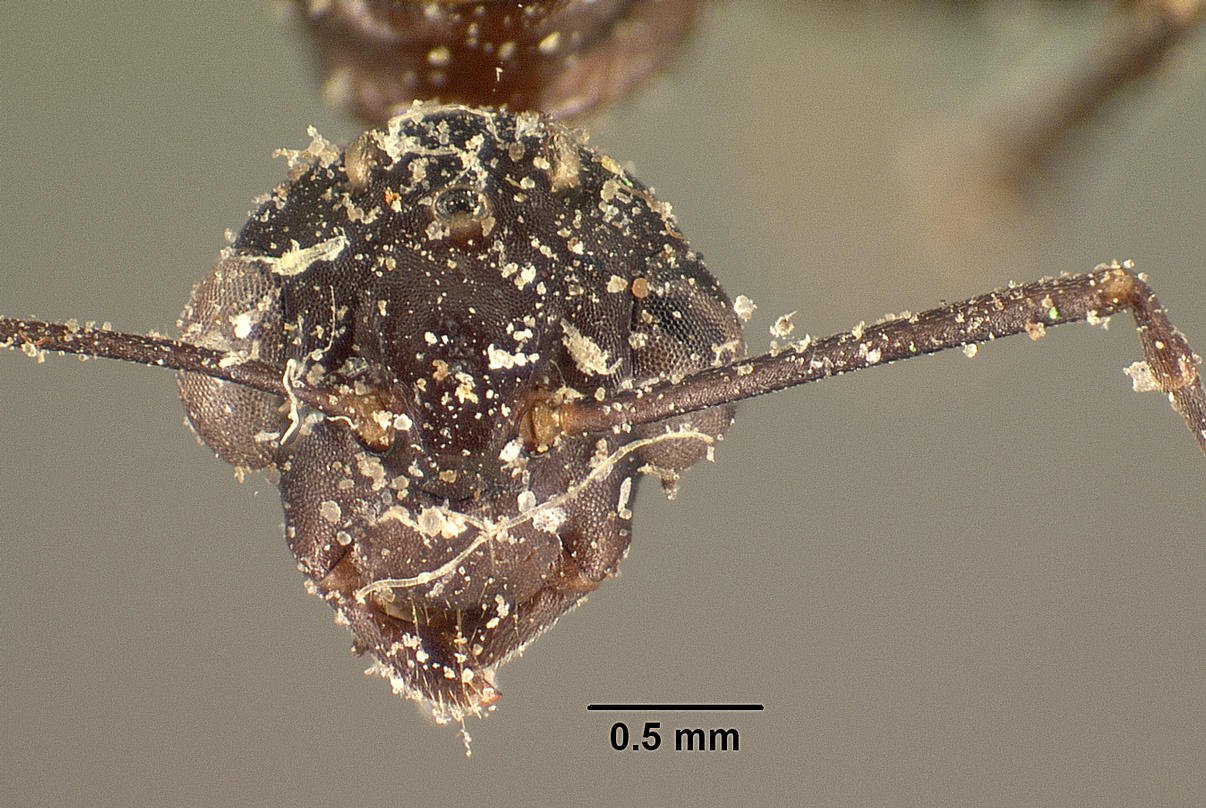